# NGC 2977
NGC 2977 je galaksija u zviježđu Zmaju.

## Vanjske poveznice
- SEDS: NGC 2977